# Myripristis violacea
Myripristis violacea är en fiskart som beskrevs av Bleeker, 1851. Myripristis violacea ingår i släktet Myripristis och familjen Holocentridae. Inga underarter finns listade i Catalogue of Life.